# SN 1967A
SN 1967A – supernowa odkryta 3 stycznia 1967 roku w galaktyce A011630+0301. W momencie odkrycia miała maksymalną jasność 17,00m.